# Euxoa nevadensis
Euxoa nevadensis is een vlinder uit de familie uilen (Noctuidae). De wetenschappelijke naam is voor het eerst geldig gepubliceerd in 1928 door Corti.
De soort komt voor in Europa.